# Senično
Senično (gorenjsko Sníčən) je naselje v Občini Tržič. Sestavljeno je iz štirih delov: starega gručastega vaškega jedra s središčem ob cerkvi Svetega Jerneja ter vaški lipi, novejšemu naselju proti severu, Podovnice (Pudóvənce) proti jugu ter Zavolke (Závɔuke, tudi Závɔke) proti vzhodu.
Vas Senično je kot del posesti tirolskih škofov omenjena že v 11.stoletju.